# Klauzula (muzyka)
Klauzula – rodzaj wielogłosowości z okresu ars antiqua. Były to utwory dwu-, trzy- i czterogłosowe, oparte na technice discantus.